# Jupukkajärvi (Karesuando socken, Lappland)
Jupukkajärvi är en sjö i Kiruna kommun i Lappland och ingår i Torneälvens huvudavrinningsområde. Sjön har en area på 0,0841 kvadratkilometer och ligger 288 meter över havet.

## Delavrinningsområde
Jupukkajärvi ingår i det delavrinningsområde (757627-179898) som SMHI kallar för Ovan Naulankijoki. Medelhöjden är 306 meter över havet och ytan är 11,61 kvadratkilometer. Räknas de 7 avrinningsområdena uppströms in blir den ackumulerade arean 193,82 kvadratkilometer. Kelojoki (Kelijoki) som avvattnar avrinningsområdet har biflödesordning 3, vilket innebär att vattnet flödar genom totalt 3 vattendrag innan det når havet efter 366 kilometer. Avrinningsområdet består mestadels av skog (64 procent) och sankmarker (35 procent). Avrinningsområdet har 0,08 kvadratkilometer vattenytor vilket ger det en sjöprocent på 0,7 procent.